# Danny Mommens
Danny Mommens (Genk, 20 april 1973), ook wel bekend onder zijn pseudoniem Danny Cool Rocket, is een Vlaams rockgitarist, bassist, toetsenist en zanger.  
Hij startte oorspronkelijk met SeXmachines (met Luc Waegeman van KinkyStar en bassist Jan Wygers van Creature With The Atom Brain, Mauro Pawlowski & the Grooms en Condor Gruppe ) Hij speelde sinds september 1996 bass en keyboard in de Belgische rockband dEUS, waar hij Stef Kamil Carlens verving. Hij verliet dEUS in oktober 2004 om zich meer te kunnen richten op zijn andere band Vive la Fête, die hij samen met zijn vriendin Els Pynoo heeft. In Vive la Fête speelt hij gitaar en neemt hij een gedeelte van de vocals voor zijn rekening.
Op 1 augustus 2009 raakte Mommens ernstig gewond bij een motorongeval. Verschillende concerten werden afgezegd.